# FunnyHaHa Tv
FunnyHaHa Tv er et dansk sketchshow, lavet af Douglas Entertainment i København. Serien kørte fra 23. februar 2012 - 2. november 2013 og blev sendt på TV 2 Zulu.
Serien handler om den unge vært Jasper Ritz og hans chef Casper Christensen

## Programhandling sæson 1
i sæson 1 bliver Jasper sat på noget af en opgave han skal finde ud af hvordan man tjener penge i Comedy branchen første sæson havde 10 afsnit.

## Programhandling sæson 2
I sæson 2 skal Jasper gøre ALT hvad Casper (hans chef) siger fx Skal han i en af afsnittene til Jallerup marked for at finde en hest til Casper.
Anden sæson havde 10 afsnit.

## Programhandling sæson 3
I sæson 3 skylder Casper alle mulige kendte mennesker nogle tjeneste som fx Mikkel Herforth, Rasmus Bjerg og kanalchefen for Zulu og det er der som Jasper kommer ind i billedet han bliver nemlig sat på alle de opgaver som det Kendte mennesker har til ham
Sæson 3 havde 6 afsnit.

## Programhandling sæson 4
i 4 sæson er Jasper blevet fyret og skal derfor ud og finde en ny vært så han kommer ud til smuk fest, på cykeltur og til sidst skal han spille med bandet Flødklinikken alt det for at finde en ny vært til programmet til sidst ender programmet med til at Jarl Friis Mikkelsen bliver den nye vært.
Sæson 4 havde 8 afsnit.
Serien er i alt 4 sæsoner lang, med i alt 34 afsnit.

## afsnit i sæson 1
sæson 1 sendt foråret 2012 på TV2 Zulu
- Episode 01 - Comedy Branchen med Michael Schøt
- Episode 02 - Reality med Thomas Skov og Knaldperlen
- Episode 03 - Porno med Kristoffer Erikson og Jonas Schmidt
- Episode 04 - Bag om Live fra Bremen med Julie Zangenberg
- Episode 05 - Stand-up med komikerne i FunnyHaHa-huset
- Episode 06 - Kærlighed
- Episode 07 - Børn med Dan Rachlin
- Episode 08 - Kunst
- Episode 09 - Stoffer med Karsten Green, Tobias Dybvad og Jesper Juhl
- Episode 10 - Viden med Lasse Rimmer

## afsnit i sæson 2
sæson 2 sendt efteråret 2012 på TV2 Zulu
- Episode 01 - hjallerup kræmmmermarkedet med Jesper Juhl og Lasse Rimmer
- Episode 02 - Reality i Sunny beach med Flotte Fyr
- Episode 03 - Copenhagen fashion week med Emil Thorup
- Episode 04 - Skive Festival med rapperen Drysse og Thomas Skov
- Episode 05 - Roskilde Festival 2012 med Tobias Dybvad og Thomas Skov
- Episode 06 - Copenhagen pride-fest
- Episode 07 - kopi af Tour de Fiss med Jonas Schmidt (fra klovn the movie)
- Episode 08 - onemanshow i Århus (Jeg er mega LOL) med Thomas Warberg
- Episode 09 - indvandrer
- Episode 10 - Julemandstræf på Bakken

## afsnit i sæson 3
sæson 3 sendt foråret 2013 på TV2 Zulu
- Episode 01 - Wreslingstævne i det gammel statfængslet i Horsens
- Episode 02 - Brullupsmesse i Århus med Rasmus Bjerg
- Episode 03 - Undergrunds-metalfestival med Mikkel Herforth
- Episode 04 - Val Thorens i Frankrig (Ski-Skole) med Brian Holm og Paw Henriksen
- Episode 05 - val Thorens i Frankrig med Ole Ernst
- Episode 06 - Oslobåden del 1 med Ibo og Jarl Friis Mikkelsen

## afsnit i sæson 4
sæson 4 sendt efteråret 2013 på TV2 Zulu
- Episode 01 - Oslobåden del 2 med Ibo og Casper Christensen
- Episode 02 - Fisker i Hirtshals
- Episode 03 - Modeblogger på Roskilde festival 2013
- Episode 04 - ud at køre med Truckerne
- Episode 05 - Fanø Sommercup
- Episode 06 - Sunny Beach med Kasper (bartender) med Flotte Fyr
- Episode 07 - Post Danmark rundt med Brian Holm
- Episode 08 - Flødeklinikken til Skanderborg Festival med Jarl Friis Mikkelsen